# Thích Quảng Độ
Thích Quảng Độ (Đặng Phúc Tuệ, provincia de Thái Binh, 27 de noviembre de 1928-Huế, 22 de febrero de 2020) fue un monje budista vietnamita, líder religioso y un crítico del gobierno vietnamita. Tras la muerte de Thich Huyen Quang, se convirtió en el Patriarca de la Iglesia Budista Unificada de Vietnam, una organización religiosa que actualmente se encuentra prohibida en Vietnam.
Nacido en Đặng Phúc Tuệ en la provincial de Thai Binh, Vietnam, fue parte del liderazgo de la Iglesia Budista Unificada de Vietnam desde los años 60. Criticó el actual régimen de Vietnam y fue encarcelado varias veces. En 2001, lanzó el plan “Llamado por la Democracia en Vietnam” y fue puesto bajo arresto domiciliario en el templo de Thanh Minh en Saigón.

## Biografía

### Activismo
En 1975, luego de que Vietnam cayera en manos de los comunistas, Thích Quảng Độ, en su posición de líder de alto rango de la Iglesia Budista Unificada de Vietnam (IBUV), realizó una protesta en contra de las intromisiones por parte del gobierno revolucionario en las libertades religiosas y la confiscación de propiedades de la IBUV. Considerado una “obstrucción” al trabajo del gobierno en temas religiosos, él y otros cinco líderes de la IBUV fueron arrestados en abril de 1977. Fueron torturados y en octubre de ese año, se le pidió admitir que trabajaba para la CIA. Thich Quang Do fue llevado a juicio el 8 de diciembre de 1978. El gobierno solo lo acusó de “perturbar la paz y difundir información errónea” y fue posteriormente liberado
Para socavar la influencia de la IBUV en la población, el gobierno creó su propia Iglesia Budista de Vietnam en 1981. Thich Quang Do y varios otros líderes budistas fueron detenidos por 24 horas para que la incorporación de la IBUV en la estructura de la iglesia estatal se pudiera completar.
Luego de esto, el gobierno anunció que la unificación de la Iglesia Budista había sido “finalizada” y la IBUV fue declarada ilegal. Fue así como el gobierno justificó el arresto del Ven. Thich Quang Do y el Ven. Thich Huyen Quang las dos figuras más importantes de la “recalcitrante IBUV”. Seguidamente fueron exiliados en lugares separados. El Ven. Thich Quang Do fue enviado a su lugar de nacimiento en Vu Doai en la provincia de Thai Binh. Su madre, que en ese entonces estaba rondando sus 90 años, también fue exiliada junto con él y murió de frío tres años después en el invierno de 1985.

### Posteriores arrestos y encarcelamientos
En marzo de 1992, luego de más de diez años de exilio interno, Thich Quang Do se propuso regresar a Saigón. En agosto de 1994, escribió un documento de 44 páginas dirigido al secretario general del Partido, Du Muoi, detallando la persecución en contra de la IBUV desde que los comunistas tomaron el poder en Vietnam. Por escribir este documento, fue arrestado el 4 de enero de 1995.
El 15 de agosto de 1995, Thich Quang Do y cinco otros monjes y laicos fueron procesados por la Corte Popular de Ho Chi Minh City y sentenciados por “sabotear políticas gubernamentales en detrimento de los intereses del estado”. La principal evidencia fue el intento por parte de la defensa de organizar un convoy de comida para las víctimas de una inundación en el delta del río Mekong y la distribución de cartas escritas por Thich Huyen Quang, el Patriarca de la IBUV, quien estuvo bajo arresto domiciliario hasta su muerte en 2008. Thich Quang Bo recibió una condena de cinco años en prisión.
Fue liberado el 30 de agosto de 1998. Tras ser periódicamente detenido e interrogado, advirtió violaciones a los derechos humanos en entrevistas con medios de prensa extranjeros y en cartas a líderes mundiales. Muy respetado a nivel mundial, fue nominado para el Premio Nobel de la Paz en el año 2000 por 200 parlamentarios de los Estados Unidos, Canadá, Australia, Francia y Bélgica.
El 23 de marzo de 1999, fue detenido e interrogado por seis horas luego de haber viajado a la provincia de Quang Ngai para encontrarse con el octogenario patriarca de la IBUV. Posteriormente fue escoltado a la fuerza de vuelta a Ho Chi Minh City.
En junio de 2001, las autoridades pusieron formalmente al Venerable Thich Quang Do bajo arresto domiciliario luego que anunciara su intención de llevar de vuelta a Saigón al Patriarca del IBUV que había estado viviendo bajo arresto domiciliario los últimos diecinueve años. Actualmente fuerzas de seguridad mantienen un cordón alrededor de la pagoda del Venerable Thich Quang Do las 24 horas.
En 2006 recibió el Thorolf Rafto Memorial Prize por sus esfuerzos a favor de los derechos humanos.

### Eventos recientes
En enero de 2008, la revista europea A Different View eligió al Ven. Thich Quang Do como uno de los 15 Campeones de la Democracia Mundial. Otras personas en la lista incluían a Nelson Mandela, Lech Walesa, Corazón Aquino y Aung San Suu Kyi.
Quang Do salió de su arresto domiciliario en julio del 2008 para estar al lado de su colega, Thich Huyen Quang, quien murió estando en arresto domiciliario en su monasterio.

### Fallecimiento
Falleció a los noventa y un años el 22 de febrero de 2020 en Huế. La noticia del deceso fue comunicada por la Iglesia Budista Unificada de Vietnam el día 23 de febrero.